# 約翰·麥可·希金斯
约翰·迈克尔·希金斯（英語：John Michael Higgins，1963年2月12日—）是美國的一位演員，出生在波士頓。他出演過《離婚快樂》等電視劇。